# Paula Vogel
Paula Vogel (Washington, 16 novembre 1951) è una drammaturga statunitense.
Ha studiato all'Università Cattolica d'America e alla Cornell University. Per la sua commedia drammatica How I Learned to Drive ha vinto il Premio Pulitzer per la Drammaturgia nel 1998. Ha insegnato drammaturgia e scrittura teatrale alla Brown University e all'Università Yale dal 2008.
È omosessuale e sposata con la professoressa Anne Fausto-Sterling della Brown University dal 2004.

## Opere
- Swan Song of Sir Henry (1974)
- Meg (1977)
- Apple-Brown Betty (1979)
- Bertha in Blue (1981)
- The Oldest Profession (Hudson Guild, 1981)
- And Baby Makes Seven (New York, 1984)
- The Baltimore Waltz (Off-Broadway, 1992)
- Desdemona, A Play about a Handkerchief (Bay Street Theatre; Off-Broadway, 1993)
- Hot 'N Throbbing (American Repertory Theater, 1994)
- The Mineola Twins (Perseverance Theatre, 1996)
- How I Learned to Drive (Off-Broadway, 1997)
- The Long Christmas Ride Home (Trinity Repertory Company, 2003)
- Civil War Christmas (Long Wharf Theatre, 2008)
- Don Juan Comes Home from Iraq (Wilma Theatre, 2014)
- Indecent (Yale Repertory Theatre, 2015)
- Mother Play (Off-Broadway, 2024)